# Château d'Anglesqueville-les-Murs
Le château d'Anglesqueville-les-Murs est une demeure de la fin du XVIIe siècle qui se dresse sur le territoire de la commune française de Saint-Sylvain, dans le département de la Seine-Maritime, en région Normandie. L'édifice, propriété privée non ouverte à la visite, est partiellement inscrit au titre des monuments historiques.

## Localisation
Le château est situé sur la commune de Saint-Sylvain, dans le département français de la Seine-Maritime.

## Historique
Le château est daté de la fin du XVIIe et du début du XVIIIe siècle. Il est bâti sur le site d'un édifice médiéval par une famille d'armateurs et de navigateurs de Dieppe. C'est le chevalier de Miffant, chef d'escadre des Armées navales qui construisit le château à la fin du XVIIe siècle, vers 1690. Le château après être passé par alliance entre les mains des Campulley, puis au marquis d'Héricy, échut, en 1842, à la marquise de Walsh-Serrant, duchesse de La Mothe-Houdancourt.
Le château, endommagé durant la Seconde Guerre mondiale par les troupes d'occupation,  puis laissé à l'abandon, fut acquis en 1962 par M. Jacques Giffard qui le restaura entièrement.

## Description
L'édifice qui se compose d'un corps de bâtiment bas, abritant les salons, est construit en grès et briques de vase. Ce dernier est cantonné par deux pavillons d'habitation carrés.

## Protection
Les façades et toitures, y compris les charpentes anciennes subsistantes ainsi que l'ancienne glacière dans le parc sont inscrites au titre des monuments historiques par arrêté du 8 février 1991.